# Loreto García y García
Loreto García y García (Madrid, 1799 - París, 1866) fou una soprano espanyola.
Va ser deixebla de Josep Melcior Gomis i Colomer i de Ramon Carnicer i Batlle, amb qui va estar en un dels viatges a Itàlia i es va donar a conèixer en algun teatre local. Començà a treballar en el teatre de la Cruz el 1814,aconseguint gran èxits, i el mestre Carnicer, convençut de l'extraordinari mèrit de la jove artista, que, a més, era bellíssima, la portà a Itàlia, on, a penes, escoltada fou contractada com a primera tiple de La Scala de Milà.
Després passà a París i d'allà marxà a Bèlgica i Alemanya, aconseguint arreu una entusiasta acollida. De tornada a Espanya, cantà a Madrid gran nombre d'òperes. Estava casada amb el compositor de balls, Auguste Vestris.